# Museo Mangini Bonomi
Il Museo Mangini Bonomi è un museo privato a Milano, fondato nel 1985 da Emilio Carlo Mangini (1912-2003) e suo figlio Giuseppe (1945-1988). Il museo è allestito all'interno delle antiche mura della casa di proprietà dei fondatori, in via dell’Ambrosiana 20.
Il museo ospita una diversificata collezione di "oggetti e strumenti di vita", che testimoniano la vita quotidiana del passato. Oltre alle collezioni di oggetti d'uso, è possibile visitare le stanze originariamente destinate all'abitazione e che esprimono il gusto antiquariale e collezionistico dei fondatori.

## La storia

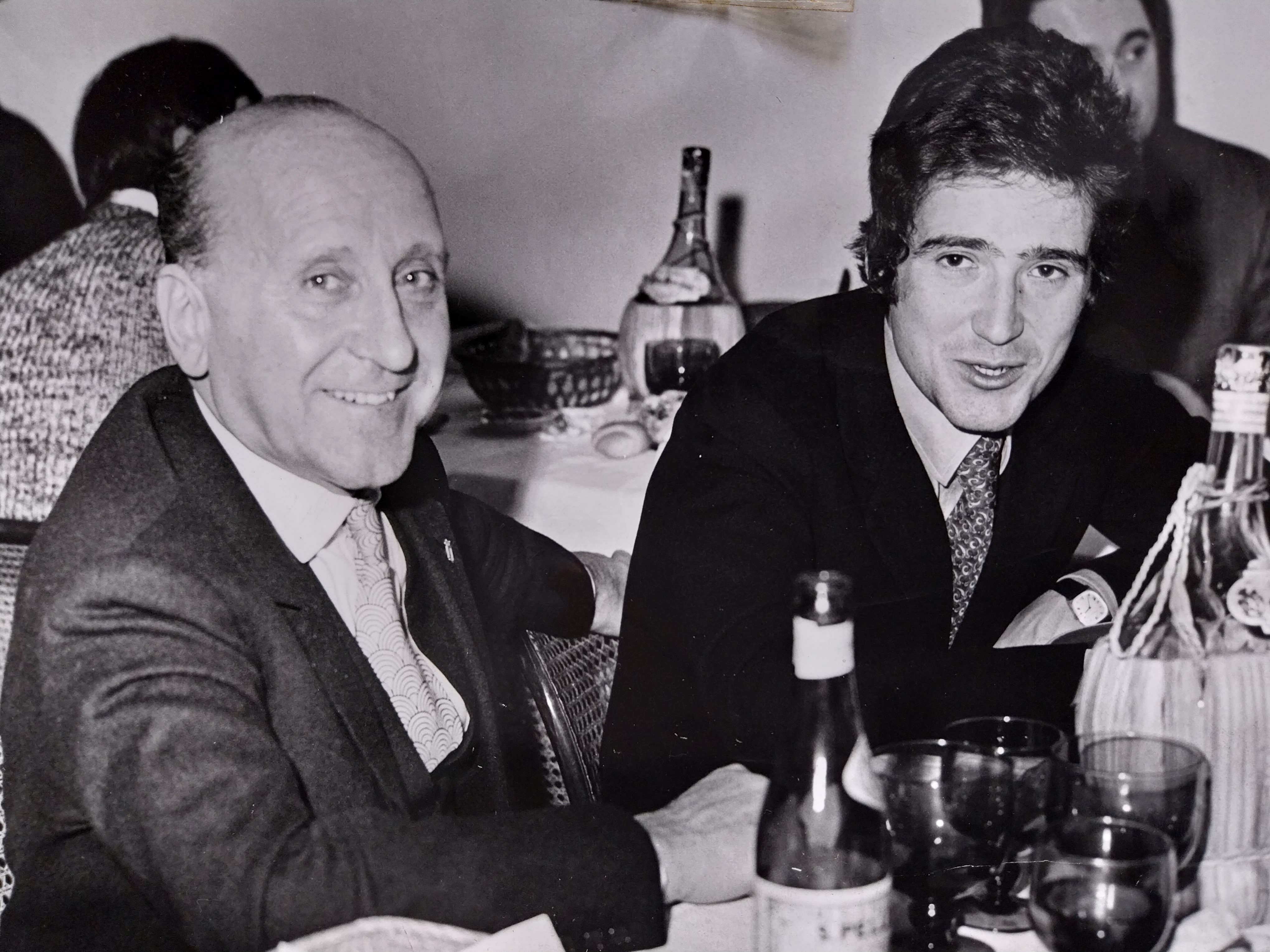
Emilio Carlo Mangini e suo figlio Giuseppe

La casa, documentata già nel 1418, sorge sull'area immediatamente limitrofa all'antico Foro Romano, sul cui sedime si trova il complesso della Biblioteca Ambrosiana. Il luogo era occupato prevalentemente da tabernae, sostituite nell'altomedioevo da abitazioni e botteghe, da cui i successivi toponimi delle vie: Spadari, Speronari, Armorari. Il piano interrato ha quota  mediamente corrispondente alla quota stradale  romana o tardoantica, conserva un doppio pozzo di VII-VIII secolo (che, comprendendo materiali precedenti, potrebbe essere il rifacimento di un  pozzo romano) e presenta muri laterali e volte di mattoni databili  al XV-XVI secolo. Il soprastante edificio è frutto di stratificazioni successive, con facciata tardo-settecentesca e ultimo piano della  prima metà dell'Ottocento. Ristrutturato dopo i gravi danni bellici dai precedenti proprietari, fu venduto nel 1978 dal conte Annibale Scotti Casanova ai Mangini, che dapprima lo adattarono alle loro esigenze con lavori limitati, per poi - nei primi anni '90 – sistemarne anche le cantine ad uso espositivo, abbassandone quanto possibile il piano di calpestio, sotto la guida dello stesso Emilio Mangini.

## La fondazione
Istituita nel 1985 da Emilio Carlo e suo figlio Giuseppe, la Fondazione Emilio Carlo Mangini gestisce il Museo Mangini Bonomi. La principale finalità della Fondazione è garantire la duratura conservazione e la fruibilità delle collezioni. Il desiderio di rendere accessibili le collezioni agli studiosi e agli appassionati delle discipline artistiche, storiche ed etnologiche emerge chiaramente dall'atto costitutivo: questo impegno si traduce nella promozione degli studi e delle ricerche relative a tali materie contribuendo così a diffondere la conoscenza e a favorire la comprensione delle diverse sfaccettature dell'eredità culturale documentata.
Nel loggiato del piccolo cortile del museo, una targa posta all'ingresso della casa ospita un messaggio che esprime il desiderio dei fondatori che i ricordi del passato, materializzati attraverso arredi e oggetti di vita appartenenti alla cultura latina, possano diventare un patrimonio prezioso per le generazioni future.

## Casa e collezioni
La casa si sviluppa su sei piani, ciascuno con una sua specifica funzione e atmosfera. Il piano terreno svolge tuttora la funzione originale di accoglienza e lavoro: comprende, infatti, l’ufficio di amministrazione, la portineria ed accoglie i visitatori con arredi e oggetti di pregio, tra i quali spicca un ritratto bronzeo di Emilio Mangini affisso a parete, al di sopra della targa citata.

Il primo piano e i sotterranei ospitano il Museo di Oggetti d’uso: una raccolta di oggetti d'uso quotidiano, testimonianza di vari aspetti della vita del passato, quali la femminilità e la maternità, l'evoluzione delle tendenze maschili nel curare la propria immagine e il proprio stile di vita, la spiritualità e l'arcano, il lavoro, la medicina e la misurazione del tempo, la musica e la scrittura, lo svago e il tempo libero, la casa, le armi e, infine, la storia attraverso cimeli che portano con sé un significato memoriale, celebrativo e storico-politico, spesso appartenuti a personaggi storici. Tra gli oggetti presenti nella collezione si trovano, per esempio, bauletti, carte da gioco (come un set completo di Tarocchi milanesi di Lattanzio Lamperti), ventagli, armi (si segnala, a titolo esemplificativo, un martello d’arme di metà XVI secolo), lucerne, calamai, bacili da barba, chiavi, elemosinieri, giochi (quali due Pupi siciliani di fine Ottocento), cassette notarili, oggetti di chiesa, lanterne magiche, beni archeologici, cofanetti (di rilievo quello in legno e osso della bottega di Baldassarre Degli Embriachi), tariffari di case di tolleranza, abiti e moltissimo altro ancora. 

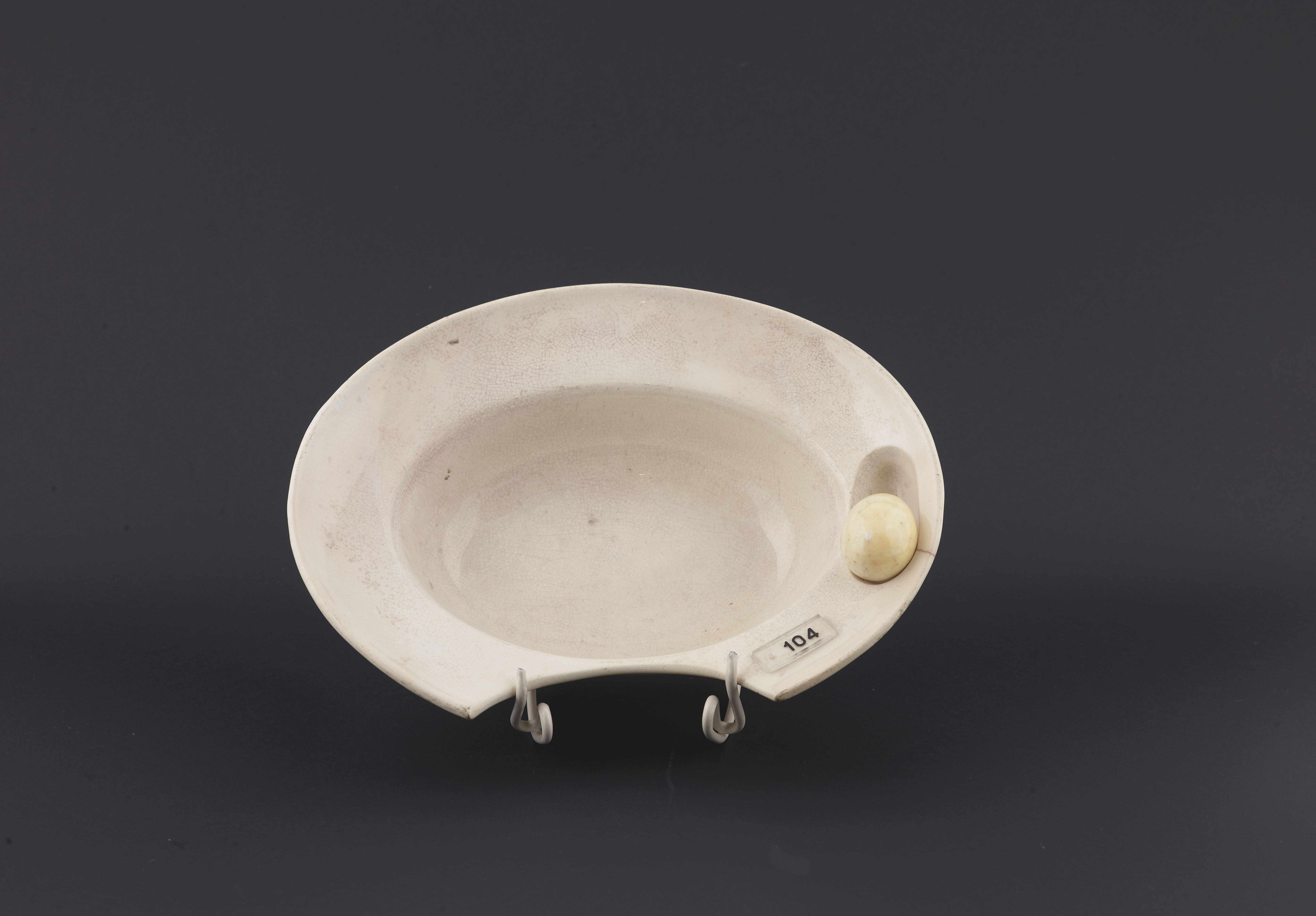
Bacile da barbiere con pallina da bocca, 1859-1887
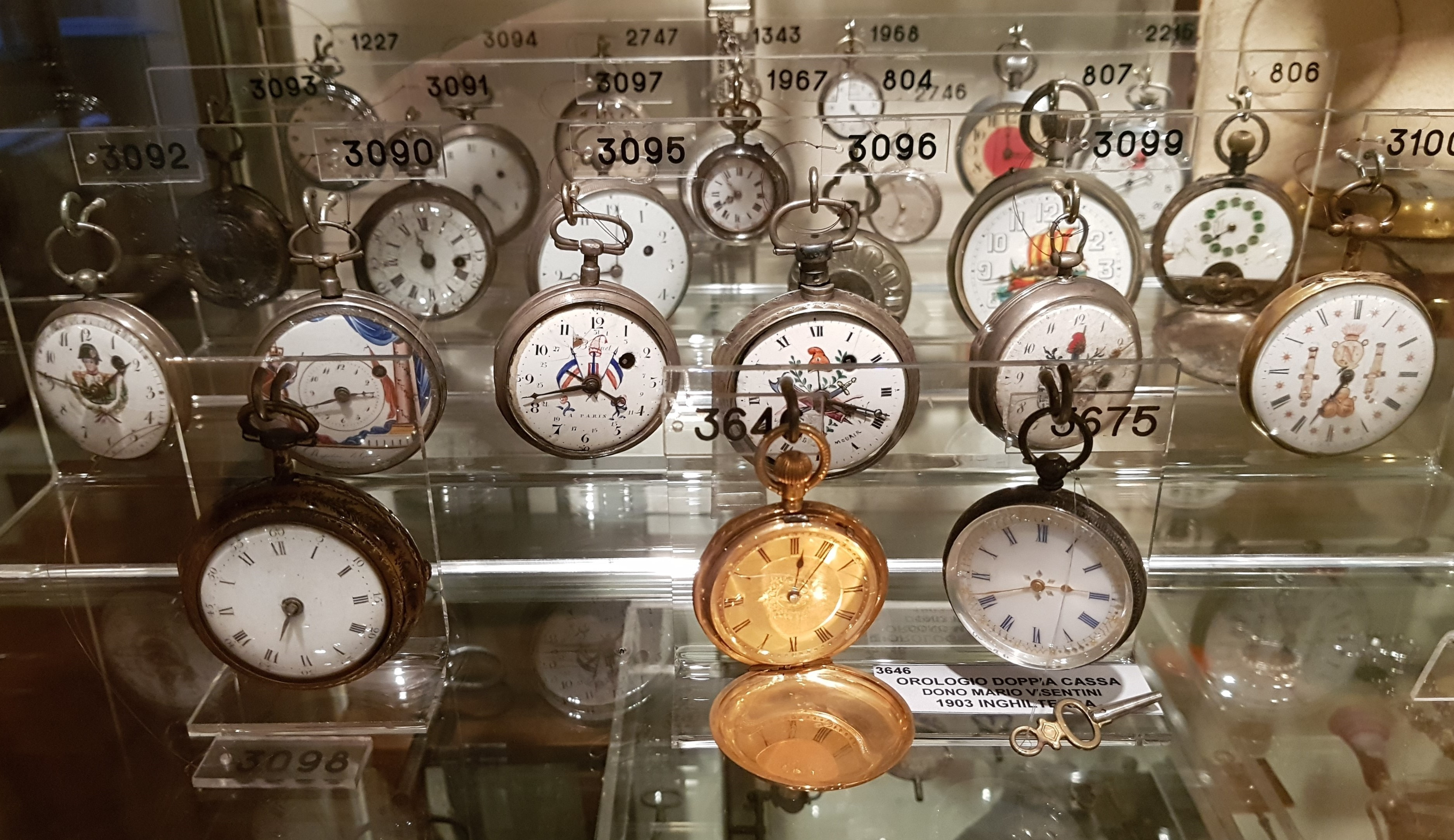
Orologi da tasca decorati con simboli della Rivoluzione francese e l'effige di Napoleone
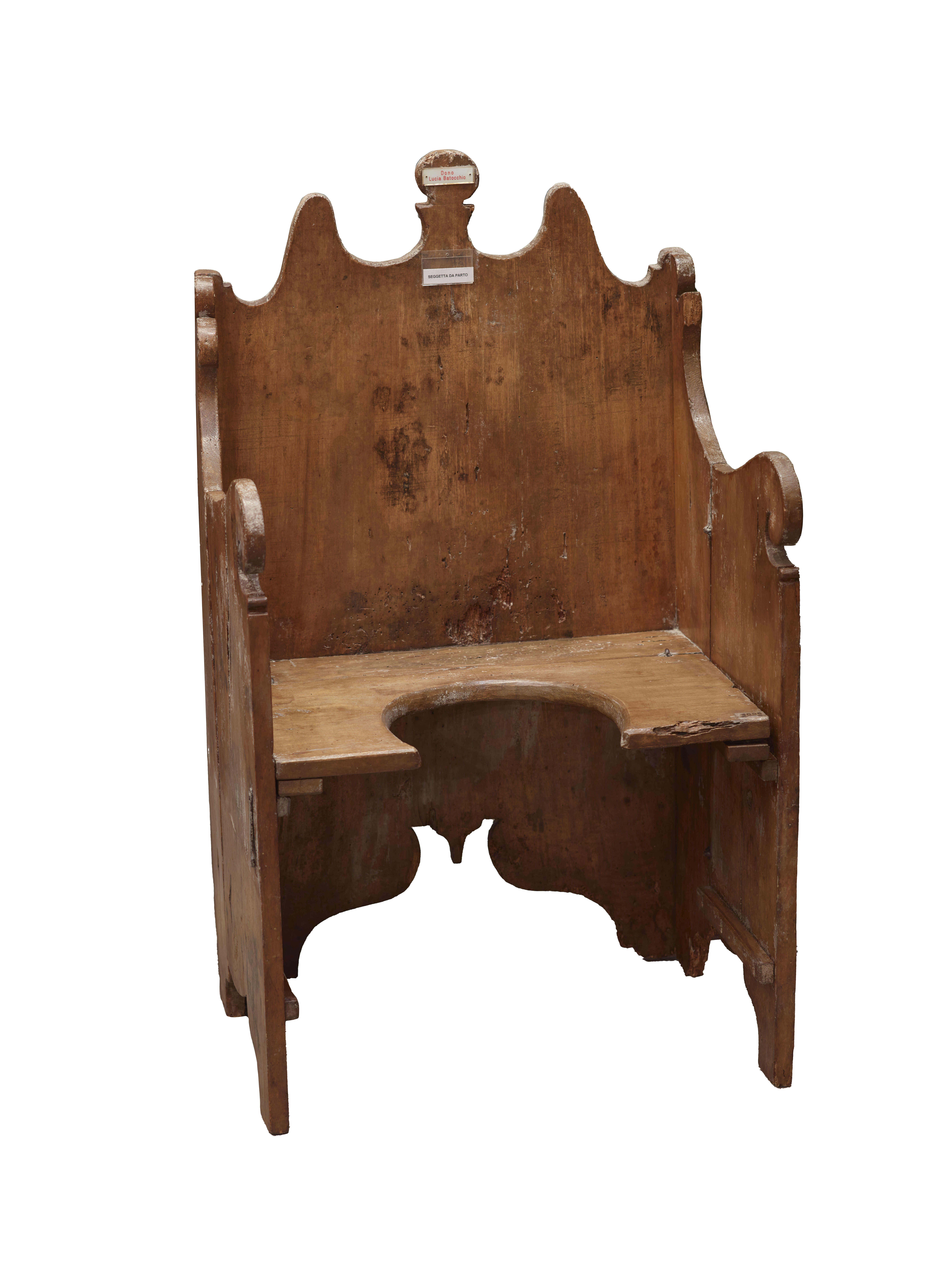
Seggetta da parto, sec. XVI
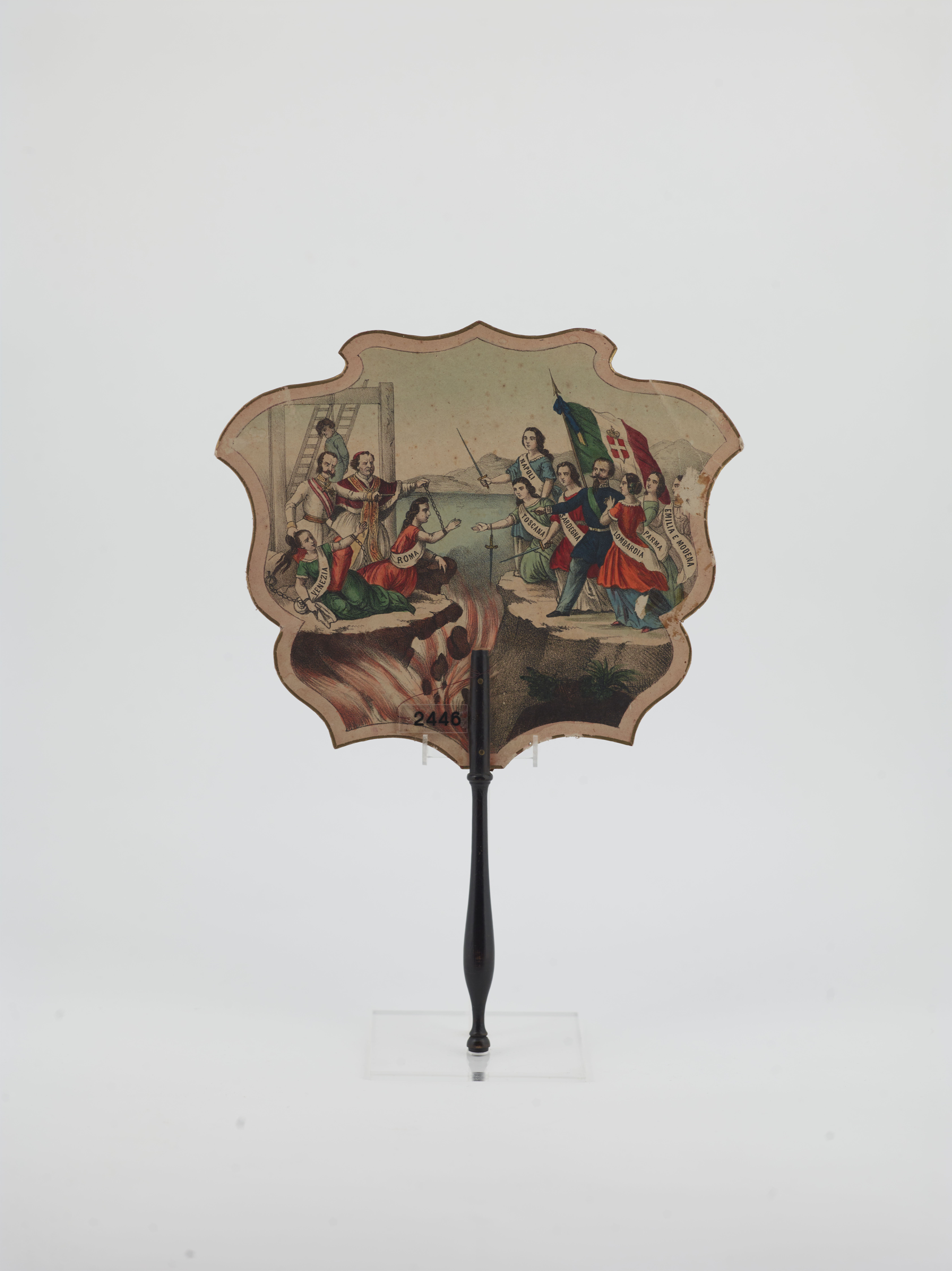
Ventola, 1861-1866

La dimora, aperta al pubblico come parte del Museo, si sviluppa a partire dal secondo piano, arredato - come anche il terzo - con mobili perlopiù risalenti al Sei e Settecento; gli ambienti ospitano una vasta collezione di oggetti di pregio e d’arte, tra cui dipinti, sculture, tappeti, orologi, paraventi, vasi e altri oggetti preziosi (tra questi, un arazzo della Manufacture Royale de Beauvais), tutti selezionati e acquistati personalmente dai fondatori del Museo. Il secondo piano ospita un salone, un salotto, lo studio e la biblioteca; il terzo piano rappresenta invece lo spazio della sfera privata, con la sala da pranzo, la cucina, la camera da letto e il bagno padronale.  Il quarto piano, il cui salotto ospita a parete il papier peint “Les Combats des Grecs” (1828), fu arredato da Emilio Mangini con mobili ereditati dalla famiglia e opere di Otto e Novecento. A confermarne tale connotazione, Mangini sistemò la piccola camera da letto in una sorta di Cabinet Napoléonien e, dopo la morte del figlio Giuseppe, creò una saletta per ospitarne la raccolta d'arte contemporanea.  

Nel 2024 è stata intrapresa una campagna fotografica di tutti gli oggetti e la catalogazione scientifica di una accurata selezione degli stessi.  

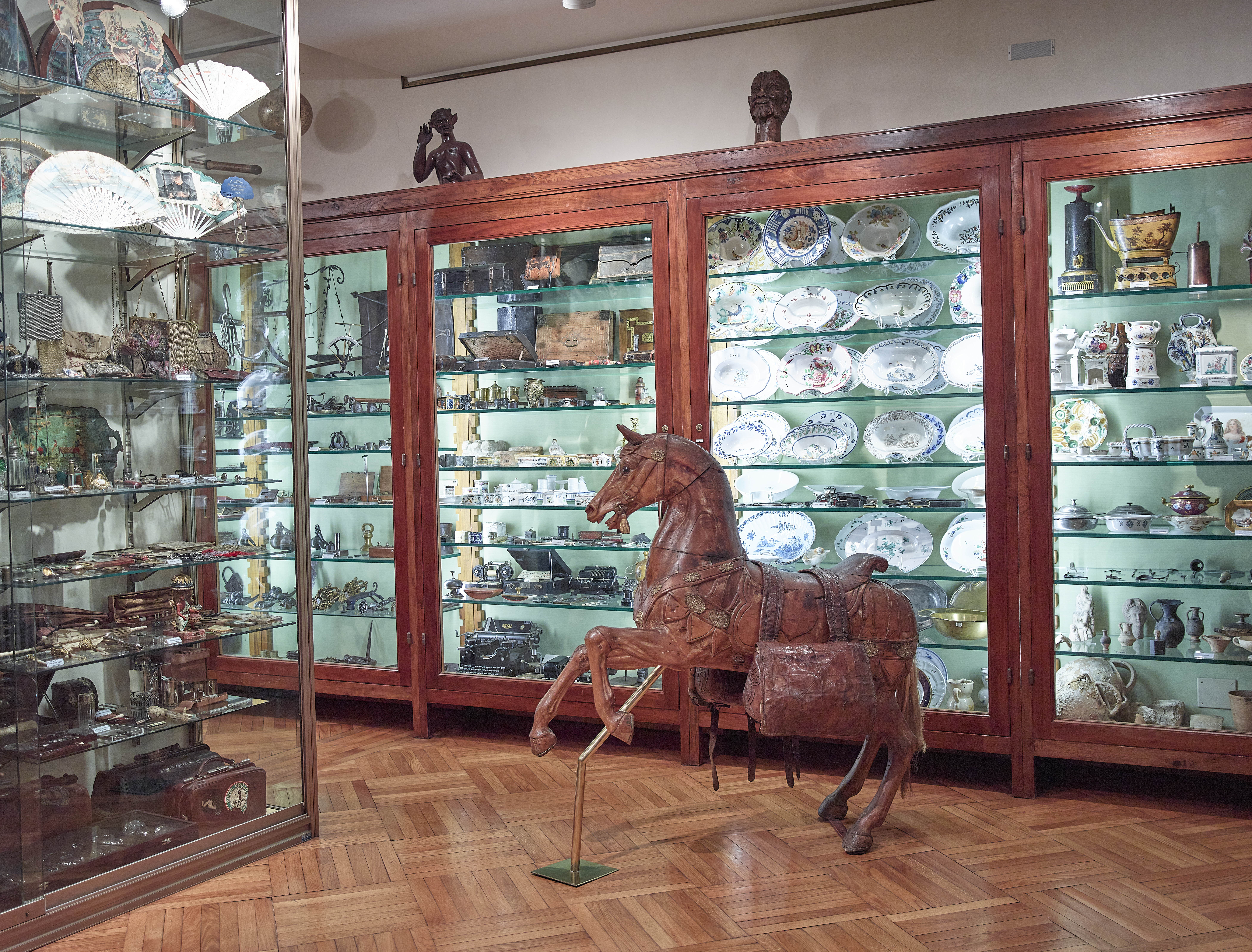
Primo piano Museo Mangini Bonomi, sala A
Dimora, secondo piano, salone